# Claudio Nitti
Claudio Nitti (Bari, 11 luglio 1968) è un allenatore di calcio ed ex calciatore italiano, di ruolo attaccante.

## Carriera
Cresciuto nelle giovanili del Bari, debutta in Serie B con i galletti nel campionato 1987-1988, disputando 8 partite in quella stagione e 13 in quella successiva, culminata con la promozione in Serie A. Nel settembre 1989 passa al Modena di Renzo Ulivieri, e contribuisce alla promozione in Serie B dei gialloblu realizzando 12 reti (record personale); riconfermato per il successivo campionato cadetto, gioca ancora da titolare, realizzando 6 reti.
Nel 1991 passa brevemente al Cesena, che nel mercato autunnale lo cede in Serie C1 al Perugia, dove non ripete le prestazioni di Modena realizzando un'unica rete in 19 incontri. Torna poi in Serie B, in prestito al Taranto: disputa 12 partite senza reti, e a fine stagione la compagine jonica retrocede in Serie C1. Rientrato a Perugia, nel mercato autunnale del 1993 passa al Carpi, con cui ritrova la via della rete andando a segno 10 volte in campionato.
Dopo aver iniziato la stagione 1994-1995 con il Carpi, in autunno viene acquistato dal Fiorenzuola, dove sostituisce Claudio Bellucci rientrato alla Sampdoria. Si alterna con Gianfranco Serioli come spalla di Claudio Clementi, sfiorando la promozione in Serie B ai playoff, persi con la Pistoiese; nella stagione successiva viene condizionato da un serio scontro di gioco nella partita contro il Monza, e realizza 5 reti in 26 partite.
Nel 1996 fa brevemente ritorno al Modena, prima di passare alla Fermana e quindi chiudere la carriera professionistica nel Lumezzane, realizzando un solo gol in tre annate. In seguito scende nel Campionato Nazionale Dilettanti con Crociati Parma e Virtus Castelfranco, e poi milita tra i dilettanti modenesi, con Finale Emilia (di cui diventa anche capitano) e Santagatese.
In carriera ha totalizzato 68 presenze in Serie B.

## Dopo il ritiro
Subito dopo il ritiro, avvenuto nel 2005, diventa assistente di Walter Mazzarri (con cui aveva giocato nel Modena) alla Reggina, alla Sampdoria, al Napoli, al Torino e al Cagliari, ricoprendo l'incarico di osservatore delle formazioni avversarie.

## Palmarès

### Giocatore

#### Competizioni nazionali
- Campionato italiano di Serie B: 1

Bari: 1988-1989
- Campionato italiano Serie C1: 1

Modena: 1989-1990